# Инфинити (группа)
«Инфи́нити» (от англ. infinity — Бесконечность) — российская музыкальная группа. Образовалась в 2007 году (до 2007 года группа называлась «Чёрное и Белое»). В состав группы входят Таня Инфинити (солистка, автор музыки и слов) и Алексей Кутузов (композитор, саунд-продюсер, DJ).
Группа «Инфинити» является четырёхкратным лауреатом музыкальной премии «Золотой Граммофон», а также она была награждена дипломом фестиваля «Песня года». В 2018 году группа получила награду в номинации «Группа десятилетия» по версии «Muz.Play».
«Инфинити» номинирована на премию «MTV» и на премию «МУЗ-ТВ». По данным портала «Tophit», песни группы прозвучали на волнах радиостанций по всей стране более 5 миллионов раз (данные по ротациям на 2017 год, далее новинки играли на радио, минуя топ-хит).
В багаже «Инфинити» несколько десятков клипов, каждый из которых занимал лидирующие места в чартах музыкальных каналов.
С момента выпуска сингла «Где ты?», у группы миллионы проданных треков, бэктонов и рингтонов. А также сотни миллионов стримов на всех официальных площадках.

## История

### 1999 — 2006: Образование группы и начало карьеры
Группа образовалась в 1999 году. Первоначальным названием коллектива было «Чёрное и белое». В состав группы вошли Татьяна Бондаренко (под псевдонимом Мальта) и Алексей Кутузов. Татьяна писала тексты и музыку, а Алексей отвечал за саунд-продюсирование и аранжировки песен. В период с 2002 по 2006 год команда пишет несколько песен и начинает сотрудничать с диджеем D.I.P Project.
В 2006 году группа поменяла название на современное и выпустила альбом «Раз и навсегда» на лейбле «Монолит». Альбом оказался неуспешным и группа разрывает отношения с лейблом.

### 2007 — 2008: Первый успех и дебютный альбомГде ты?
В 2007 году коллектив подписывает новый контракт с Gala Records. В середине года выпускается сингл «Где ты?» в новой обработке. Песня становится успешным радиохитом в России, продержавшись 4 недели на вершине российского радиочарта.
Следом за синглом выходит одноимённый альбом. Альбом имел средний успех и разошёлся тиражом в 22 тысячи копий в первый месяц продаж. По словам главного менеджера Gala Records, Сергея Балдина, группа стала успешной в сфере цифровой музыки. По его словам, с момента выпуска песни «Где ты?» группа продала более 1 миллиона цифровых синглов, в то время, как было продано 60 тысяч копий их дебютного альбома. В итоге альбом получил золотой статус в России.
31 октября 2008 года в ротацию запускается второй сингл с альбома «Я не боюсь». Песня достигла 33 позиции в радиочарте. В этот же год группа получает награду «Золотой граммофон» за песню «Где ты?» и становится номинантом на премию «RMA» канала MTV в номинации «Dance».

### 2009 — 2010: Второй студийный альбомЯ так хочу
25 мая 2009 года группа выпускает в радиоротацию песню «Слёзы-вода». Композиция была выпущена как пре-сингл ко второму альбому группы и заняла 13 строчку российского радиочарта. Сингл получил золотой диск и распродался тиражом в 100 тысяч копий (как ринг-бэк тон). В июне прошла церемония премии Муз-ТВ, на которой группа была представлена в номинации на «Дуэт года». 27 ноября проходит релиз нового сингла «Замечталась». Песня достигла 3 места в радиочарте и первого места в хит-параде Золотой граммофон. В 2010 году группа получает награду «Золотой граммофон» (СПб) за песню «Замечталась». В 2010 году также песня заняла 10 место в чарте ринг-бэк тонов России за 2 квартал (апрель — июнь) 2010 года.
Выходит новый альбом Я так хочу. Диск достиг 12 позиции в чарте альбомов России. Альбом был неоднозначно воспринят критикой. На сайте «MirMagi.ru» так откомментировали заявление группы, что на диске представлен новый саунд-дизайн: «Новый дизайн оказался таким простым и скучным, что даже и не верится в то, что когда-то существовал, к примеру, такой стиль, как евродэнс». Также автор статьи сравнил новые песни группы с творчеством МакSим. На сайте «Intermedia.ru» дали более позитивную оценку альбома: «Пластинка… приближает группу к узнаваемости среди широких масс, а появление таких песен, как „Замечталась“ и „Не со мной“ осторожно расширяет жанровую палитру „Инфинити“». Также группа была сравнена с такими исполнителями, как «Демо», «Мираж» и «Ласковый Май». На сайте «Newslab.ru» сказали, что: «Музыка „Инфинити“ достаточно грамотно уравновешена — в ней, с одной стороны, более чем достаточно прямолинейного, дискотечного ритма,… а с другой, есть хоть и рудментарная, но абсолютно внятная мелодика». 7 июня 2010 года состоялся релиз третьего сингла из альбома «Когда уйдёшь». Песня достигла 15 позиции в радиочарте, а также получила награду «диплом Песни года 2010». В декабре 2010 года группа «Инфинити» стала обладателем почётной награды ВОИС («Всероссийская организация интеллектуальной собственности») «Серебряная фонограмма 2010» за тиражи своих альбомов и радиоротации песен. По итогам 2010 года группа «Инфинити» заняла 8 строчку в списке самых ротируемых на радио русскоязычных исполнителей.

### 2011 — 2015: Синглы без альбома
21 июля 2011 года вышел новый сингл «Инфинити» — «Ты мой герой». На национальном музыкальном портале «Красная звезда» сингл занял 2 место по итогам апреля 2012 года в чарте продаж, а также успешно продаётся как ринг-бэк-тон, занимая 1 место в чарте продаж России и Прибалтики по итогам апреля 2012 года. По итогам первого полугодия 2012 года сингл занял 1 место в чарте продаж ринг-бэк-тонов в России и 2 место в аналогичном чарте в Прибалтике. 21 июля 2011 года у группы выходит и новый клип на песню «Ну и пусть», на YouTube видео посмотрели более 4 млн человек. 16 октября 2011 года выходит новая песня «Я так скучаю», которая в 2012 году становится новым синглом группы, а 14 декабря клип «Ты мой герой».
В первой половине 2012 года группа выпустила две новые песни: «Другая» и «А он такой». 14 августа 2012 года в радиоротацию поступил новый сингл «Я так скучаю», а 5 сентября состоялась премьера видеоклипа на него. На сайте интернет-проекта Moskva.FM сингл послушали более 3 млн человек. На портале «Красная звезда» сингл занял 2 место по итогам ноября 2012 года в чарте продаж и 4 место по итогам декабря 2012 года в Сводном чарте. В чарте продаж рин-бэк тонов в России за первое полугодие 2013 года сингл попал в топ-10.
В декабре 2012 года «Инфинити» выпустила новый сингл «Нежно», 11 апреля 2013 года состоялась презентация видеоклипа. В видео солистка группы Таня предстала в космических образах девушки из будущего. 13 июня 2013 года выпускается трек «Только для тебя». 28 октября состоялась премьера видеоклипа «А он такой».
В 2014 году группа планировала выпустить третий студийный альбом, однако ограничилась выпуском отдельных песен («Моё счастье», «Крылья», «Алло»). 8 октября состоялась премьера видеоклипа «Крылья».
В 2015 году вышел новый сингл «Инфинити» «Как тебя звать?» и было выпущено видео в его поддержку.

### 2016 — 2017: Синглы «Я тебя знаю», «Таблетка» и третий студийный альбомУвлечение
15 января 2016 года состоялся цифровой релиз нового сингла «Я тебя знаю». Трек добрался до 2 места на портале Яндекс.Музыка в топе популярных треков, уступив лишь хиту «Экспонат».
8 июля 2016 года состоялся релиз сингла «Таблетка» в iTunes Russia.
7 декабря 2016 года состоялась премьера дуэтной работы группы под названием «Воланчик». Авторами трека выступили Геннадий Дудин, который так же исполнил дуэтную партию в песни, и Кирилл Павлов. Трек стал промосинглом в поддержку нового альбома.
9 декабря 2016 года группа появилась в эфире радио «Страна FM», где презентовала новый трек «Воланчик».
15 декабря 2016 года группа сообщила о том, что подписала контракт с компанией «СОЮЗ» на выпуск 3-го студийного альбома. Трек-лист новой пластинки состоит из 13 треков — 10 из которых новые песни (не считая Intro и Remix) и одна дуэтная работа — «Воланчик».
4 августа 2017 года открылся пре-заказ третьего студийного альбома группы, который получил название «Увлечение». Вместе с ним открылся одноимённый трек, который стал вторым промосинглом в поддержку альбома. Релиз пластинки состоялся 8 сентября 2017 года. В целом, большинство песен с альбома написаны в жанре Поп-дип.

### 2018 — 2019: Параллельный проект «Infinity» и дебютный мини-альбомINTI
30 марта 2018 года группа сообщила, что они написали и записали песню под названием «Трек», релиз которой в конечном итоге состоялся 24 мая. Параллельно с выходом песен группы «Инфинити» будут выходить и треки нового проекта на английском языке — «Infinity». По словам Алексея, музыка в данном проекте будет отличаться от привычной поп-дэнсовой «Инфинити». Это будет специальная музыка для ночных клубов в таких жанрах как Tech House, Electroclash, Techno, Garage.
1 июня 2018 года, спустя неделю после выхода песни «Трек», состоялась премьера трека под названием «B.B.B.» уже от параллельного проекта «Infinity».
19 июля 2018 года состоялась премьера песни «Не отпускает» в жанре Поп-дип.
30 ноября 2018 года состоялась премьера песни «Ты просто космос».
27 июня 2019 года в официальной группе ВКонтакте, Инфинити представили обложку и трек-лист нового мини-альбома, который получил название INTI. В него вошло 8 треков, 3 из которых уже вышли в 2018 году + Intro.
5 июля 2019 года открылся пред-заказ EP INTI. Также стал доступен трек «Океан». Релиз мини-альбома назначен на 12 июля 2019 года.
12 июля 2019 года состоялся официальный релиз EP INTI. Мини-альбом получился очень разнообразным, но ведущим жанром альбома является Поп-дип.

### 2020 — 2023: Второй мини-альбомINTI 2
13 марта 2020 года группа презентовала новый сингл «Ночь на двоих».
24 июля состоялась премьера сингла «Горькими шотами».
14 октября группа сообщила, что работает над второй частью EP INTI 2. По словам Алексея, в новый мини-альбом войдут ранее вышедшие треки «Ночь на двоих» и «Горькими шотами», а также 5 новых песен.
26 ноября состоялась премьера сингла «Приятного аппетита».
4 марта 2023 года в официальной странице группы состоялся анонс EP INTI 2. Релиз мини-альбома ожидается 17 марта. В трек-лист вошло 8 треков: 5 новых и 3 ранее выпущенных сингла — «Ночь на двоих», «Горькими шотами» и «Приятного аппетита».
17 марта состоялась премьера EP INTI 2. Песня «Не плачь, девчонка» была выпущена в качестве сингла. В этот же день состоялась премьера видеоклипа. Алексей и Татьяна сами полностью работали над видеоклипом.

### 2025: Новые песни
11 апреля 2025 состоялся релиз сингла «Привычка». Песня стала первым релизом группы после выпущенного второго мини-альбома в марте 2023 года.

## Дискография

### Студийные альбомы
В составе «D.I.P Project & Чёрное и Белое»
| Название            | Информация                                                                | Примечание |
| ------------------- | ------------------------------------------------------------------------- | --- |
| Раз и навсегда      | - Релиз: 2006 - Лейбл: Монолит Рекордс - Формат: CD, цифровая дистрибуция | \| № \| Название \| Длительность \| \| ------------------- \| ------------------------------------- \| ------------ \| \| 1. \| «Ты и я» \| 4:58 \| \| 2. \| «Я чужая» \| 4:36 \| \| 3. \| «Остановитесь» \| 3:43 \| \| 4. \| «Раз и навсегда» \| 4:29 \| \| 5. \| «Лето с тобой» \| 4:09 \| \| 6. \| «Где ты?» \| 3:16 \| \| 7. \| «Life Is Wonder» \| 5:34 \| \| 8. \| «Что было» \| 3:48 \| \| 9. \| «Когда уходит лето» (Summer Sun) \| 6:12 \| \| 10. \| «Ты и я» (Envision Dance Remix) \| 3:52 \| \| 11. \| «Там, где небесная линия» \| 5:22 \| \| 12. \| «20 дней с тобой» (Album Outro) \| 1:31 \| \| 13. \| «Раз и навсегда» (Eddie Reznik Remix) \| 7:07 \| \| 14. \| «Ты и я» (Envision Dum Mix) \| 5:41 \| \| 15. \| «Я чужая» (Raduga Remix) \| 7:15 \| \| Общая длительность: \| Общая длительность: \| 68:53 \| |
| №                   | Название                                                                  | Длительность |
| 1.                  | «Ты и я»                                                                  | 4:58 |
| 2.                  | «Я чужая»                                                                 | 4:36 |
| 3.                  | «Остановитесь»                                                            | 3:43 |
| 4.                  | «Раз и навсегда»                                                          | 4:29 |
| 5.                  | «Лето с тобой»                                                            | 4:09 |
| 6.                  | «Где ты?»                                                                 | 3:16 |
| 7.                  | «Life Is Wonder»                                                          | 5:34 |
| 8.                  | «Что было»                                                                | 3:48 |
| 9.                  | «Когда уходит лето» (Summer Sun)                                          | 6:12 |
| 10.                 | «Ты и я» (Envision Dance Remix)                                           | 3:52 |
| 11.                 | «Там, где небесная линия»                                                 | 5:22 |
| 12.                 | «20 дней с тобой» (Album Outro)                                           | 1:31 |
| 13.                 | «Раз и навсегда» (Eddie Reznik Remix)                                     | 7:07 |
| 14.                 | «Ты и я» (Envision Dum Mix)                                               | 5:41 |
| 15.                 | «Я чужая» (Raduga Remix)                                                  | 7:15 |
| Общая длительность: | Общая длительность:                                                       | 68:53 |

В составе «Инфинити»
| №                   | Название                                                  | Длительность |
| ------------------- | --------------------------------------------------------- | ------------ |
| 1.                  | «Ты»                                                      | 3:38         |
| 2.                  | «Где ты?» (Original Version)                              | 4:20         |
| 3.                  | «Останься до рассвета»                                    | 4:05         |
| 4.                  | «Я не боюсь»                                              | 3:41         |
| 5.                  | «Я чужая» (Версия 2008)                                   | 4:10         |
| 6.                  | «Nonstop» (Назад в 80-е версия)                           | 4:32         |
| 7.                  | «Немая слеза»                                             | 4:40         |
| 8.                  | «Движение воды»                                           | 4:13         |
| 9.                  | «Стерео любовь»                                           | 4:29         |
| 10.                 | «Моя история»                                             | 4:09         |
| 11.                 | «Бесконечно»                                              | 3:54         |
| 12.                 | «Направляй меня»                                          | 3:38         |
| 13.                 | «Мария»                                                   | 3:07         |
| 14.                 | «Где ты?» (Акустика)                                      | 4:13         |
| 15.                 | «Где ты?» (DJ Nil Latino Mix)                             | 4:57         |
| 16.                 | «Останься до рассвета» (DJ Alex & DJ Felix Glamour Remix) | 4:18         |
| 17.                 | «Nonstop» (BeMax Remix)                                   | 3:50         |
| 18.                 | «Я не боюсь» (DJ Felix Remix)                             | 5:17         |
| 19.                 | «Где ты?» (Stufff Remix)                                  | 3:39         |
| Общая длительность: | Общая длительность:                                       | 75:30        |

| №                   | Название                                  | Длительность |
| ------------------- | ----------------------------------------- | ------------ |
| 1.                  | «Слёзы-вода»                              | 3:46         |
| 2.                  | «Не исчезай»                              | 4:05         |
| 3.                  | «Замечталась»                             | 3:31         |
| 4.                  | «Таю»                                     | 3:54         |
| 5.                  | «Не молчи»                                | 3:33         |
| 6.                  | «Фотоальбом» (feat. Борис Бредин)         | 3:49         |
| 7.                  | «Я так хочу»                              | 3:50         |
| 8.                  | «Ты» (Безумье пустоты)                    | 4:25         |
| 9.                  | «Когда уйдёшь»                            | 3:18         |
| 10.                 | «Бежать»                                  | 3:30         |
| 11.                 | «Не со мной»                              | 3:38         |
| 12.                 | «Лето с тобой 2010»                       | 3:46         |
| 13.                 | «Outro»                                   | 1:21         |
| 14.                 | «Замечталась» (Alex Menco Remix)          | 3:16         |
| 15.                 | «Не исчезай» (DJ Nil Remix)               | 3:26         |
| 16.                 | «Слёзы-вода» (DJ Karas & DJ Flexor Remix) | 3:47         |
| Общая длительность: | Общая длительность:                       | 53:35        |

| №                   | Название                            | Длительность |
| ------------------- | ----------------------------------- | ------------ |
| 1.                  | «Intro»                             | 1:24         |
| 2.                  | «Увлечение»                         | 3:30         |
| 3.                  | «Звёзды»                            | 3:17         |
| 4.                  | «Сердце»                            | 3:25         |
| 5.                  | «Воланчик» (feat. Гена Дудин)       | 3:17         |
| 6.                  | «Пусть музыка играет»               | 3:41         |
| 7.                  | «Мой рай»                           | 3:20         |
| 8.                  | «Кайф»                              | 3:46         |
| 9.                  | «Это любовь»                        | 3:23         |
| 10.                 | «Танцуй»                            | 3:26         |
| 11.                 | «Признание»                         | 3:32         |
| 12.                 | «Sex»                               | 3:41         |
| 13.                 | «Увлечение» (Sergey Pakhomov Remix) | 3:37         |
| Общая длительность: | Общая длительность:                 | 40:79        |

### Мини-альбомы
| №                   | Название                                  | Длительность |
| ------------------- | ----------------------------------------- | ------------ |
| 1.                  | «Как тебя звать?» (Extended Version)      | 4:17         |
| 2.                  | «Как тебя звать?» (Sergey Pakhomov Remix) | 4:33         |
| 3.                  | «Как тебя звать?» (Storm DJs Remix)       | 3:12         |
| 4.                  | «Как тебя звать?» (X-Tropic & Demm Remix) | 3:57         |
| Общая длительность: | Общая длительность:                       | 15:19        |

| №                   | Название             | Длительность |
| ------------------- | -------------------- | ------------ |
| 1.                  | «INTI» (Album Intro) | 1:29         |
| 2.                  | «Океан»              | 3:29         |
| 3.                  | «Трек»               | 3:21         |
| 4.                  | «Последний раз»      | 3:25         |
| 5.                  | «Дым»                | 3:46         |
| 6.                  | «В танце»            | 3:13         |
| 7.                  | «Ты просто космос»   | 3:21         |
| 8.                  | «Повторим ещё»       | 3:06         |
| 9.                  | «Не отпускает»       | 3:16         |
| Общая длительность: | Общая длительность:  | 27:06        |

| №                   | Название               | Длительность |
| ------------------- | ---------------------- | ------------ |
| 1.                  | «Не плачь, девчонка»   | 3:00         |
| 2.                  | «До свидания, дорогой» | 3:17         |
| 3.                  | «Обманщик»             | 2:55         |
| 4.                  | «Приятного аппетита»   | 3:14         |
| 5.                  | «Такая красивая»       | 3:00         |
| 6.                  | «Горькими шотами»      | 3:05         |
| 7.                  | «Ночь на двоих»        | 3:20         |
| 8.                  | «Абракадабра»          | 2:33         |
| Общая длительность: | Общая длительность:    | 26:44        |

### Микстэйпы
| №                   | Название                                    | Длительность |
| ------------------- | ------------------------------------------- | ------------ |
| 1.                  | «Не исчезай» (Alex Menco Remix)             | 3:21         |
| 2.                  | «Движение воды» (DJ Lvov & NewZhilla RMX)   | 6:11         |
| 3.                  | «Слёзы-вода» (Electro Club Mix)             | 3:50         |
| 4.                  | «Ты» (Alex Menco Slow Remix)                | 3:48         |
| 5.                  | «Замечталась» (DJ Nejtrino & DJ Baur Remix) | 3:09         |
| 6.                  | «Моя история» (Dance Remix 2010)            | 4:09         |
| 7.                  | «Я не боюсь» (Dream Catcher Remix)          | 5:02         |
| 8.                  | «Не исчезай» (Alex Menco Slow Remix)        | 3:23         |
| 9.                  | «Слёзы-вода» (DJ Nil Remix)                 | 3:48         |
| 10.                 | «Замечталась» (Zetandel Chill Mix)          | 4:02         |
| Общая длительность: | Общая длительность:                         | 39:23        |

| №                   | Название                                            | Длительность |
| ------------------- | --------------------------------------------------- | ------------ |
| 1.                  | «Звёзды» (Sergey Pakhomov Remix)                    | 3:09         |
| 2.                  | «Сердце» (DJ Denis Rublev & DJ Prezzplay Remix)     | 4:30         |
| 3.                  | «Увлечение» (Andy Light & O'Neill Remix)            | 3:19         |
| 4.                  | «Sex» (RHM Project Remix)                           | 2:55         |
| 5.                  | «Увлечение» (Evan Lake Radio Mix)                   | 3:37         |
| 6.                  | «Мой рай» (Sergey Pakhomov Slow Remix)              | 3:20         |
| 7.                  | «Увлечение» (Ночное Движение & Grazy Project Remix) | 4:55         |
| 8.                  | «Увлечение» (Sergey Pakhomov Remix)                 | 5:04         |
| Общая длительность: | Общая длительность:                                 | 29:29        |

### Официальные альбомные синглы
| Год  | Название             | Формат                                        | Альбом      |
| ---- | -------------------- | --------------------------------------------- | ----------- |
| 2008 | «Где ты?»            | Радиоротация, цифровая дистрибуция, видеоклип | Где ты?     |
| 2008 | «Я не боюсь»         | Радиоротация, цифровая дистрибуция, видеоклип | Где ты?     |
| 2009 | «Слёзы-вода»         | Радиоротация, цифровая дистрибуция, видеоклип | Я так хочу  |
| 2009 | «Замечталась»        | Радиоротация, цифровая дистрибуция, видеоклип | Я так хочу  |
| 2010 | «Когда уйдёшь»       | Радиоротация, цифровая дистрибуция, видеоклип | Я так хочу  |
| 2023 | «Не плачь, девчонка» | Радиоротация, цифровая дистрибуция, видеоклип | INTI 2 – EP |

### Альбомные промосинглы
| Год  | Название                      | Формат                             | Альбом      |
| ---- | ----------------------------- | ---------------------------------- | ----------- |
| 2008 | «Направляй меня»              | Цифровая дистрибуция               | Где ты?     |
| 2009 | «Ты» (Безумье пустоты)        | Цифровая дистрибуция               | Я так хочу  |
| 2009 | «Не исчезай»                  | Радиоротация, цифровая дистрибуция | Я так хочу  |
| 2016 | «Воланчик» (feat. Гена Дудин) | Радиоротация, цифровая дистрибуция | Увлечение   |
| 2017 | «Увлечение»                   | Радиоротация, цифровая дистрибуция | Увлечение   |
| 2018 | «Трек»                        | Цифровая дистрибуция               | INTI — EP   |
| 2018 | «Не отпускает»                | Цифровая дистрибуция               | INTI — EP   |
| 2018 | «Ты просто космос»            | Цифровая дистрибуция               | INTI — EP   |
| 2019 | «Океан»                       | Цифровая дистрибуция               | INTI — EP   |
| 2020 | «Ночь на двоих»               | Цифровая дистрибуция               | INTI 2 — EP |
| 2020 | «Горькими шотами»             | Цифровая дистрибуция               | INTI 2 — EP |
| 2021 | «Приятного аппетита»          | Цифровая дистрибуция               | INTI 2 — EP |

### Неальбомные синглы
| Год  | Название          | Формат                                        |
| ---- | ----------------- | --------------------------------------------- |
| 2010 | «Ну и пусть»      | Радиоротация, цифровая дистрибуция, видеоклип |
| 2011 | «Ты мой герой»    | Радиоротация, цифровая дистрибуция, видеоклип |
| 2011 | «Я так скучаю»    | Радиоротация, цифровая дистрибуция, видеоклип |
| 2012 | «Другая»          | Цифровая дистрибуция                          |
| 2012 | «А он такой»      | Цифровая дистрибуция, видеоклип               |
| 2013 | «Нежно»           | Цифровая дистрибуция, видеоклип               |
| 2013 | «Только для тебя» | Радиоротация, цифровая дистрибуция            |
| 2014 | «Моё счастье»     | Радиоротация, цифровая дистрибуция            |
| 2014 | «Крылья»          | Радиоротация, цифровая дистрибуция, видеоклип |
| 2015 | «Алло»            | Цифровая дистрибуция                          |
| 2015 | «Как тебя звать?» | Радиоротация, цифровая дистрибуция, видеоклип |
| 2016 | «Я тебя знаю»     | Радиоротация, цифровая дистрибуция            |
| 2016 | «Таблетка»        | Радиоротация, цифровая дистрибуция, видеоклип |
| 2025 | «Привычка»        | Цифровая дистрибуция                          |

### Синглы проекта «Infinity»
| Год  | Название | Формат               | Альбом      |
| ---- | -------- | -------------------- | ----------- |
| 2018 | «B.B.B.» | Цифровая дистрибуция | без альбома |

## Видеография
| Год  | Клип                 | Режиссёр                             | Альбом      |
| ---- | -------------------- | ------------------------------------ | ----------- |
| 2008 | «Где ты?»            | Александр Игудин                     | Где ты?     |
| 2009 | «Я не боюсь»         | Александр Игудин                     | Где ты?     |
| 2009 | «Слёзы-вода»         | Александр Игудин                     | Я так хочу  |
| 2010 | «Замечталась»        | Павел Худяков                        | Я так хочу  |
| 2010 | «Когда уйдёшь»       | Павел Худяков                        | Я так хочу  |
| 2011 | «Ну и пусть»         | Ольга Озерская                       | без альбома |
| 2011 | «Ты мой герой»       | Антон Соколов                        | без альбома |
| 2012 | «Я так скучаю»       | Сергей Ткаченко                      | без альбома |
| 2013 | «Нежно»              | Сергей Ткаченко                      | без альбома |
| 2013 | «А он такой»         | Григорий Иванец                      | без альбома |
| 2014 | «Крылья»             | Алексей Дымов                        | без альбома |
| 2015 | «Как тебя звать?»    | Алексей Дымов                        | без альбома |
| 2016 | «Таблетка»           | Алексей Дымов                        | без альбома |
| 2023 | «Не плачь, девчонка» | Алексей Кутузов и Татьяна Бондаренко | INTI 2 – EP |

## Чарты
| Год  | Название       | Золотой граммофон | Чарты | Чарты          | Чарты                | Чарты            | Чарты        | Чарты                  | Чарты                 | Чарты                  | Красная звезда (Чарт продаж)2 | Russia RBT Top-10 | Belarus RBT Top-10 | Kazakhstan RBT Top-10 | YouTube (по состоянию на январь 2017 года) |
| Год  | Название       | Золотой граммофон | RUS   | Moscow Airplay | St.Peterburg Airplay | Ukraine Airplay1 | Kiev Airplay | Latvian Airplay Top-50 | Audience Choice Chart | Итоговый годовой (Rus) | Красная звезда (Чарт продаж)2 | Russia RBT Top-10 | Belarus RBT Top-10 | Kazakhstan RBT Top-10 | YouTube (по состоянию на январь 2017 года) |
| ---- | -------------- | ----------------- | ----- | -------------- | -------------------- | ---------------- | ------------ | ---------------------- | --------------------- | ---------------------- | ----------------------------- | ----------------- | ------------------ | --------------------- | ------------------------------------------ |
| 2008 | «Где ты?»      | 1                 | 1     | 2              | 1                    | -                | 13           | 22                     | 5                     | 14                     | -                             | -                 | -                  | -                     | 1.800.000+                                 |
| 2008 | «Я не боюсь»   | 2                 | 33    | 33             | 81                   | -                | 244          | -                      | 17                    | 115                    | -                             | 8                 | -                  | -                     | 3.200.000+                                 |
| 2009 | «Слёзы-вода»   | -                 | 13    | 35             | 4                    | -                | 196          | -                      | 2                     | 127                    | 68                            | 6                 | 8                  | -                     | 2.300.000+                                 |
| 2009 | «Замечталась»  | 1                 | 3     | 5              | 4                    | 185              | 39           | 40                     | 1                     | 25                     | 31                            | 3                 | 9                  | -                     | 2.700.000+                                 |
| 2010 | «Когда уйдёшь» | 8                 | 15    | 14             | 23                   | 217              | 129          | -                      | 24                    | 50                     | 68                            | -                 | -                  | -                     | 4.600.000+                                 |
| 2010 | «Ну и пусть»   | -                 | 128   | 88             | -                    | 62               | 192          | -                      | 74                    | 147                    | 96                            | -                 | -                  | -                     | 11.000.000+                                |
| 2011 | «Ты мой герой» | -                 | 52    | 67             | 68                   | 215              | 256          | -                      | 46                    | 120                    | 2                             | 1                 | -                  | 3                     | 3.800.000+                                 |
| 2012 | «Я так скучаю» | 9                 | 32    | 37             | 35                   | 51               | 76           | -                      | 8                     | 102                    | 2                             | 6                 | -                  | -                     | 6.100.000+                                 |
| 2013 | «Нежно»        | -                 | 147   | -              | -                    | 62               | 216          | -                      | 74                    | -                      | 55                            | -                 | -                  | -                     | 800.000+                                   |
| 2013 | «А он такой»   | -                 | 211   | -              | -                    | -                | -            | -                      | 79                    | -                      | -                             | -                 | -                  | -                     | 3.200.000+                                 |
| 2014 | «Крылья»       | -                 | 193   | -              | -                    | -                | -            | -                      | 149                   | -                      | -                             | 9                 | -                  | -                     | 5.900.000+                                 |

- Другие песни в чартах

| Год  | Название                           | Чарты | Чарты                 | Чарты                  | Красная звезда2 | Красная звезда2 | Красная звезда2 | Russia RBT Top-10 |
| Год  | Название                           | RUS   | Audience Choice Chart | Latvian Airplay Top-50 | Чарт продаж     | Народный чарт   | Радиочарт       | Russia RBT Top-10 |
| ---- | ---------------------------------- | ----- | --------------------- | ---------------------- | --------------- | --------------- | --------------- | ----------------- |
| 2006 | «Я чужая»                          | 267   | 139                   | -                      | -               | -               | -               | -                 |
| 2006 | «Немая слеза»                      | 237   | 260                   | -                      | -               | -               | -               | -                 |
| 2011 | «Не исчезай»                       | -     | -                     | -                      | 68              | -               | -               | -                 |
| 2011 | «Таю»                              | -     | -                     | -                      | 68              | 99              | -               | -                 |
| 2011 | «Не молчи»                         | -     | -                     | -                      | 68              | 89              | -               | -                 |
| 2011 | «Фотоальбом» (feat. Борис Бредин)  | -     | -                     | -                      | 68              | 89              | -               | -                 |
| 2011 | «Я так хочу»                       | -     | -                     | -                      | 68              | -               | -               | -                 |
| 2011 | «Ты (Безумье пустоты)»             | -     | -                     | -                      | 68              | -               | -               | -                 |
| 2011 | «Бежать»                           | -     | -                     | -                      | 68              | -               | -               | -                 |
| 2011 | «Не со мной»                       | -     | -                     | -                      | 68              | -               | -               | -                 |
| 2011 | «Лето с тобой 2010»                | -     | -                     | -                      | 68              | 99              | -               | -                 |
| 2011 | «Outro»                            | -     | -                     | -                      | 68              | 99              | -               | -                 |
| 2011 | «Замечталась» (Alex Menco remix)   | -     | -                     | -                      | 68              | -               | -               | -                 |
| 2011 | «Не исчезай» (DJ Нил remix)        | -     | -                     | -                      | 68              | -               | -               | -                 |
| 2011 | «Ну и пусть» (remix)               | -     | -                     | -                      | 97              | 99              | 89              | -                 |
| 2012 | «Ты мой герой» (DJ Vengerov Remix) | 264   | 159                   | -                      | -               | -               | -               | -                 |
| 2012 | «Другая»                           | -     | -                     | -                      | 64              | -               | -               | -                 |
| 2013 | «Только для тебя»                  | 212   | 24                    | 45                     | -               | -               | -               | -                 |
| 2014 | «Моё счастье»                      | 178   | 46                    | -                      | 56              | 11              | -               | -                 |
| 2014 | «Алло»                             | 142   | 60                    | -                      | -               | 9               | 72              | 3                 |

«—» песня отсутствовала в чарте.
1 — чарт публикуется с января 2011 года.
2 — чарт публикуется с марта 2011 года.

## Награды
- НФПФ 2008 — «Золотой диск» за альбом «Где ты?».
- «Золотой граммофон 2008» — статуэтка за песню «Где ты?»[127].
- «Золотой граммофон 2008» (Санкт-Петербург) — статуэтка за песню «Где ты?»[127].
- «Золотой граммофон 2008» (Казахстан) — статуэтка за песню «Где ты?»[127].
- «Золотой граммофон 2010» (Санкт-Петербург) — статуэтка за песню «Замечталась»[128].
- «Песня года 2010» — диплом за песню «Когда уйдёшь»[128].
- Лауреат почетного диплома ВОИС «Серебряная фонограмма 2010»[129].
- Премия журнала «XXL» 2012 — Татьяна Бондаренко «Неблондинка года»[130].
- Премия журнала «FHM» 2012 — победа в номинации «Они были первыми» с песней «Где ты?»[131].